# Penalva de Alva e São Sebastião da Feira
Penalva de Alva e São Sebastião da Feira (llamada oficialmente União das Freguesias de Penalva de Alva e São Sebastião da Feira) es una freguesia portuguesa del municipio de Oliveira do Hospital, distrito de Coímbra.

## Historia
Fue creada el 28 de enero de 2013 en aplicación de una resolución de la Asamblea de la República de Portugal promulgada el 16 de enero de 2013 con la unión de las freguesias de Penalva de Alva y São Sebastião da Feira, pasando su sede a estar situada en la antigua freguesia de Penalva de Alva.

## Demografía
| Gráfica de evolución demográfica de Penalva de Alva e São Sebastião da Feira entre 2011 y 2021 |
|                                                                                                |
| Datos según el nomenclátor publicado por el INE portugués.                                     |